# Fujiwara no Nobuzane
Fujiwara no Nobuzane (藤原信実, v. 1176 - v. 1266) est un homme politique, poète, calligraphe peintre et homme de lettres japonais. Il vécut à la fin de l'époque de Heian et au commencement de l'époque de Kamakura. Son père était Fujiwara no Takanobu.
Kuge, il exerce des fonctions administratives au département des affaires de la cour, puis comme gouverneur (kami) de la province de Bingo et de préfet surnuméraire du service de la section de droite de la capitale (vers 1120). Il devient moine à l'âge de 70 ans et prend alors le nom de Jakusei.
Comme peintre il est connu pour ses portraits, sans que l'on soit sûr de la paternité des œuvres qui lui sont attribuées, tel le portait de l'empereur Go-Toba, commandé par celui-ci lors de son exil à Oki. Il est apprécié pour son habileté à dessiner les visages et à rendre le mouvement des corps. Ce style de portrait réaliste nommé nise-e lui vient de son père, mais c'est Nobuzane qui fonde réellement cette école de peinture.
Il est l'un des 36 nouveaux immortels de la poésie japonaise, aux côtés de Fujiwara no Teika et de Fujiwara no Ietaka. À partir de 1200 jusqu'en 1265, il participe à de nombreux concours de waka. Il est l'auteur d'un recueil de poèmes, le Nobuzane Ason-shū (信実朝臣家集) et d'un conte, Ima Monogatari (今物語) écrit après 1239. Certains de ses poèmes sont inclus dans l'anthologie impériale Shinchokusen Wakashū (新勅撰和歌集) Il meurt à l'âge de 90 ans. Ses cinq fils sont aussi des peintres de cour. Une de ses quatre filles est la poétesse Ben no Naishi.